# 1941: Counter Attack
1941: Counter Attack ist ein Computerspiel des Genres Shoot ’em up. Es wurde 1990 von Capcom als Arcade-Spiel hergestellt. Später folgten Portierungen für andere Plattformen, u. a. für SuperGrafx und GameTap. Es war die zweite Fortsetzung zu 1942 und 1943: The Battle of Midway und das dritte Spiel in der 19XX-Serie.

## Spielbeschreibung
Ziel des Spiels ist es, feindliche Flugzeuge abzuschießen und Waffen-Power-ups zu sammeln. Das Spiel verwendet anstelle von Leben ein Vitalitätssystem, bei dem, wenn der Spieler getroffen wird, er an Vitalität (Energie) verliert. Blitzattacken können durch das Drücken der B-Taste verwendet werden, die einen Teil der Lebensenergie opfert.
Ein oder zwei Spieler steuern eine P-38 Lightning (für einen Spieler) oder eine Mosquito Mk IV (für zwei Spieler), um feindliche Flugzeuge und Schiffe abzuschießen. Die normale Munition ist unbegrenzt, während die zusätzlichen Waffen über die Power-ups nur in begrenzter Anzahl vorhanden bleiben.
Das Spiel verschiebt sich von der ursprünglichen Pazifikkrieg-Front über die Westfront im Atlantischen Ozean.